# Geschichte von Heliopolis
Heliopolis (altägyptisch: Iunu) war eine bedeutende Stadt in Unterägypten, deren Geschichte sich über mehrere Jahrtausende erstreckt. Als religiöses und kulturelles Zentrum spielte Heliopolis eine wichtige Rolle in der ägyptischen Mythologie und Geschichte vom 4. Jahrtausend v. Chr. bis in die ptolemäische Zeit.

## Prädynastische Zeit (ca. 5300–3000 v. Chr.)
Gräberfunde aus dem mittleren 4. Jahrtausend v. Chr. im Tempelgebiet und drei Kilometer südöstlich davon deuten auf eine für damalige Verhältnisse große Siedlung in Heliopolis hin. Die entdeckten Keramikfunde bezeugen Handelsverbindungen in die Levante und nach Oberägypten, was die überregionale Bedeutung von Heliopolis unterstreicht.

## Frühdynastische Zeit (ca. 3000–2686 v. Chr.)
Archäologische Bohrungen in sechs Meter Tiefe förderten Textilreste und Fragmente von Krugverschlüssen zutage, die auf eine intensive Nutzung des Geländes in einer frühen Phase hinweisen. Die Siedlung in Heliopolis erstreckte sich in dieser Zeit über eine Länge von bis zu 500 Metern im Durchmesser.

## Altes Reich (ca. 2686–2160 v. Chr.)

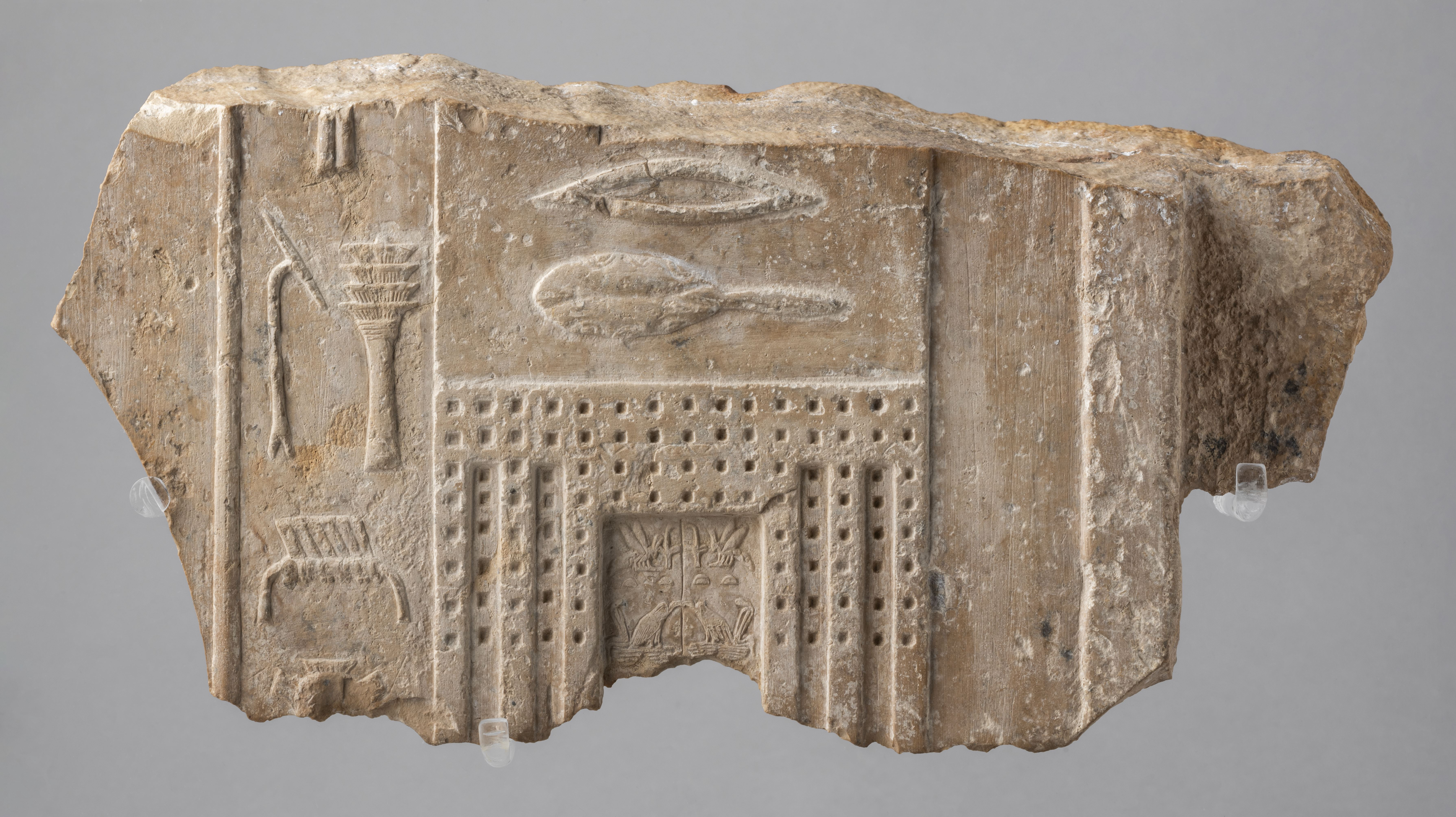
Fragment eines Kalksteinschreins des Königs Djoser, Museo Egizio, Turin

Aus dem Alten Reich stammen neben Keramikscherben auch Inschriftenfragmente eines kleinen Kalksteinschreins aus der Zeit des Djoser (3. Dynastie, ca. 2650 v. Chr.), die zu den frühesten Belegen für Götternamen mit bildlicher Darstellung gehören. Gefunden wurden sie bei italienischen Ausgrabungen Anfang des 20. Jahrhunderts und befinden sich heute im Ägyptischen Museum in Turin. Dargestellt sind unter anderem sitzende Gottheiten mit hieroglyphischer Beischrift. Jedoch sind nur die Götter Seth und Geb inschriftlich benannt. Es wird aber davon ausgegangen, dass es sich um die älteste Darstellung der sogenannten „Neunheit von Heliopolis“ handelt. In einem anderen Bildfeld sind Mitglieder der königlichen Familie zu sehen. Weitere Rückschlüsse auf die Geschichte des Tempels lassen sich aus Funden ziehen, die an anderen Orten in Ägypten entdeckt wurden. Zwischen Felsen in der Nähe des Roten Meeres im Wadi el-Jarf wurden einige Papyri aus der Zeit des Königs Cheops entdeckt. Sie geben einen detaillierten Einblick in die Logistik und Versorgung der Pyramidenbauprojekte. Heliopolis wird dort als wichtiger Lieferant für Lebensmittel erwähnt, welche für die Arbeiter in Giza benötigt wurden.
Ein zweites Objekt aus der 4. Dynastie (2613–2494 v. Chr.) wurde nicht in Ägypten, sondern im israelischen Tell Hazor gefunden. Es handelt sich dabei um ein Fragment einer Königsstatue in Sphingengestalt mit einer hieroglyphischen Inschrift. König Mykerinos wird dort die Bezeichnung „geliebt von den Seelen von Heliopolis“ zuteil. Damit ist diese Königssphinx die bislang älteste aus Heliopolis stammende Statue. Der Palermostein enthält sowohl Hinweise auf Heliopolis als auch auf die „Seelen von Heliopolis“. Darauf stehen unter anderem vereinzelte Stiftungen von Königsdenkmälern der 5. Dynastie (2494–2345 v. Chr.).
Aus diesen Quellen lässt sich schließen, dass Heliopolis schon in der 4. und 5. Dynastie ein wichtiges wirtschaftliches und religiöses Zentrum war.
Aus der 6. Dynastie (2345–2181 v. Chr.) wurden das Fragment eines Obelisken von Teti II. und ein Schrein, der vermutlich für eine Königsstatue bestimmt war, entdeckt. Außerdem fanden sich im Tempelgebiet Königssphingen, Gründungsbeigaben für Gebäude sowie Alabastergefäße.
Ein weiterer wichtiger Befund aus der 6. Dynastie sind Gräber von Hohepriestern, welche in Heliopolis wohnhaft waren. Die Hohepriester anderer Epochen in Heliopolis stammten meist aus der Königsfamilie und wurden deshalb eher in den Königsnekropolen von Giza, Sakkara oder Theben bestattet. Dies entsprach aber nicht den normalen Priesterbestattungen. In der Regel stammten die Hohepriester eines Ortes aus der lokalen Oberschicht und wurden auch in den lokalen Nekropolen unweit ihrer Tempelbezirke bestattet.
Die östlich neben dem Tempel gelegenen Grabanlagen wurden bei den ständigen Erweiterungen des Tempels im Verlauf der Jahrhunderte planiert und überbaut. Die Grabkammern sind zwar noch erhalten, liegen aber heute unter den Stadtteilen Matariya-Ost und Ain-Schams-West. Dies führte dazu, dass keine oder nur wenige Gräber des 4. und 3. Jahrtausends v. Chr. ausgegraben werden konnten. Daher sind die gefundenen Hohepriestergräber in Heliopolis aus mehreren Gründen wichtig für die Rekonstruktion der Tempelgeschichte.

## Mittleres Reich (ca. 2055–1650 v. Chr.)

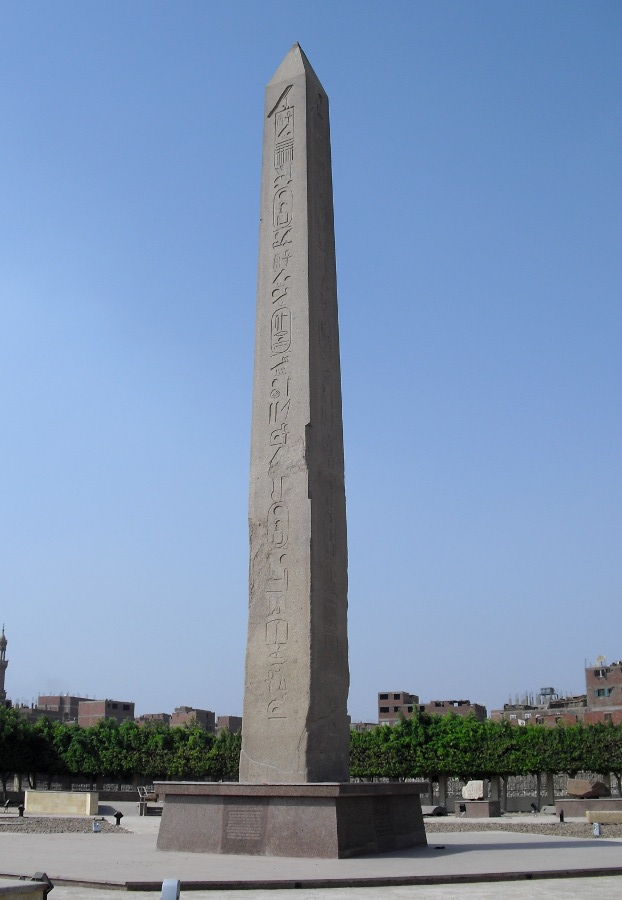
Obelisk von Sesostris I.

Nach dem Ende der Ersten Zwischenzeit war Ägypten wieder ein geeinter Staat. Im Gegensatz zum Alten Reich, in dem der König als gottgleich galt, musste er nun seine Legitimation beweisen. Zentraler Ort dafür wurde Heliopolis. Amenemhat I., Begründer der 12. Dynastie, verlegte die Hauptstadt von Theben in die Nähe des Fayums im Norden und baute dort seine Pyramide. 100 Kilometer entfernt, spielte Heliopolis eine wichtige Rolle in der Herkunft der Arbeiter dieses Bauprojekts.
Unter Sesostris I. (1956–1911 v. Chr.), dem Nachfolger Amenemhats I., wurden die Tempelhäuser nicht mehr aus Lehmziegeln, sondern aus Steinblöcken gebaut. Zum 30. Königsjubiläum ließ er einen Obelisken mit einer Höhe von 40 Ellen (ca. 20,5 Meter) in Heliopolis aufstellen. Seine Maße machten ihn zum größten Obelisken der damaligen Zeit. Eines der beiden Exemplare steht heute noch an derselben Stelle, an welcher er vor fast 4000 Jahren errichtet wurde. Neben diesem Obelisken ließ Sesostris I. zusätzlich noch einen Hathortempel erbauen. Eine Inventartafel aus dem Ägyptischen Museum in Turin zeigt den vermutlich unter Sesostris I. erbauten, jedoch archäologisch noch nicht nachgewiesenen Tempel.
Das ägyptisch-deutsche Archäologenteam konnte an zwei Stellen im Tempelgebiet Reste von Heiligtümern Sesostris‘ I. finden. 350 Meter vom Obelisken entfernt fand sich im Bereich des späteren Atum-Tempels von Nektanebos I. ein Kalksteinblock mit einer Darstellung des Königs. Ferner fanden sich in einer Distanz von 600 Meter vom Obelisken entfernt, im heutigen Suq el-Khamis, Bauteile des Mittleren Reichs und mehr als vier zerschlagene Statuen des Königs mit einer Höhe von jeweils gut vier Metern aus Rosengranit.
Ebenfalls unter Sesostris I. entstand vermutlich das Konzept eines oberägyptischen Heliopolis für Theben / Luxor. Entsprechend der traditionellen Einteilung des Landes liegt Oberägypten im Süden und Unterägypten im Nildelta. Das oberägyptische Heliopolis ist damit ein Pendant zum heliopolitanischen Tempel in Unterägypten, um beide Landesteile miteinander zu verbinden.
Neben Denkmälern von Sesostris I. sind auch Bauteile aus der Zeit Sesostris‘ III. in Heliopolis gefunden worden.
Östlich des Tempelgebiets, auf dem Gebiet der heutigen Stadtteile Matariya-Ost und Ain-Schams-West, liegt unter den Häusern eine Nekropole des Mittleren Reichs mit einer Vielzahl an Kammergruppen, die zu großen Grabkapellen gehörten.

## Neues Reich (ca. 1550–1069 v. Chr.)

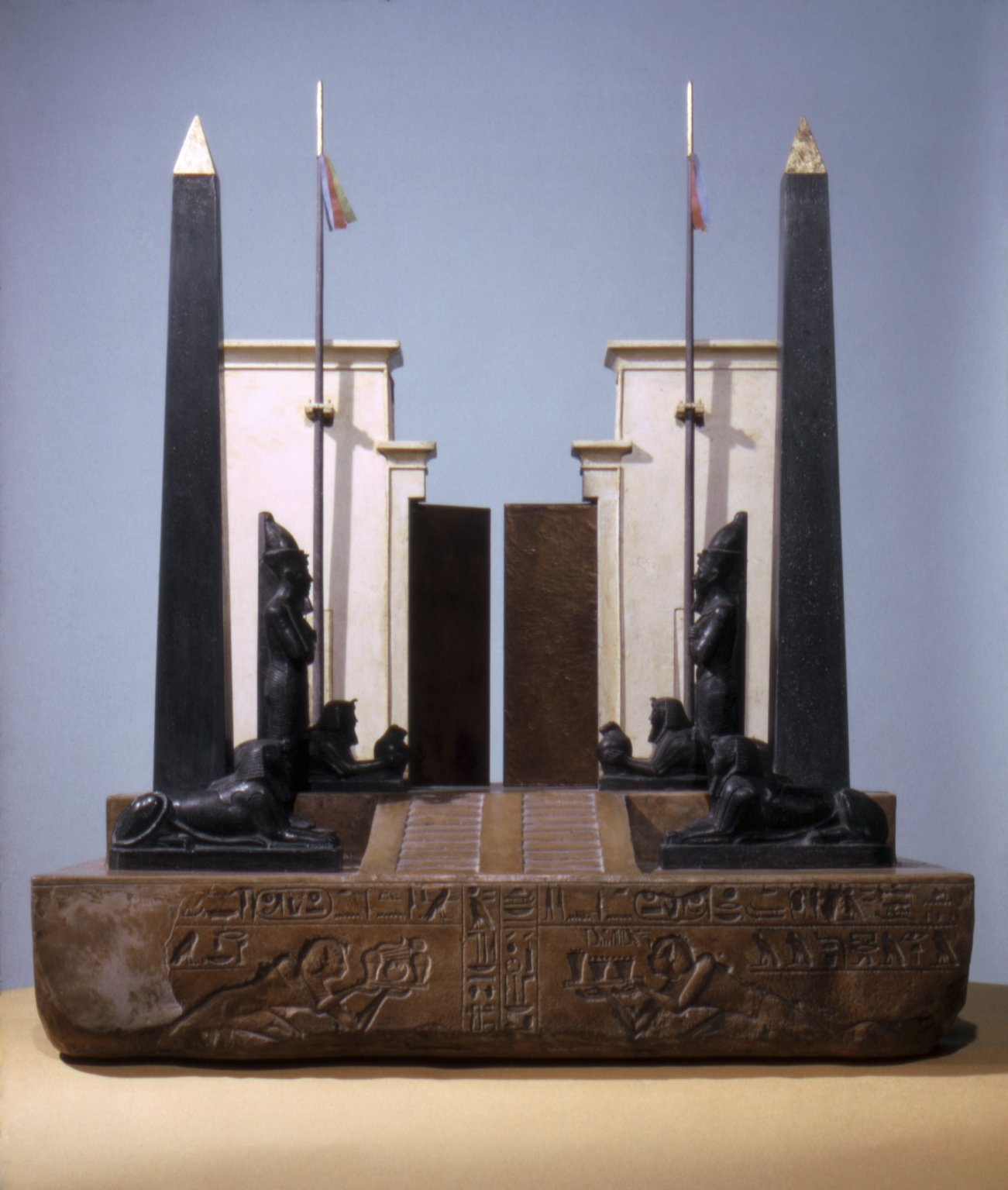
Tempelmodell von Sethos I. mit moderner Rekonstruktion des Tempels, Brooklyn Museum New York.

Mit dem Sieg des Ahmose I. über die Hyksos begann die Epoche des Neuen Reichs. Denkmäler dieses Königs sind in Heliopolis selbst nicht erhalten. Allerdings belegt eine Felsstele, dass es einen Tempel von ihm gegeben haben muss. Sie wurde in einem Steinbruch 15 Kilometer südlich gefunden und erwähnt drei Tempel, die der König erbauen ließ; in Theben für Amun, in Memphis für Ptah und in Heliopolis für Atum.
Die Könige der 18. Dynastie stammten aus der Thebaïs und hatten dadurch eine starke Verbindung zum Lokalgott Amun. In den folgenden Jahrzehnten ließen sie in Theben eine Tempellandschaft nach heliopolitanischem Vorbild erbauen. Es entstand ein oberägyptisches Heliopolis. Trotzdem errichteten die Könige auch in Heliopolis weiterhin Tempel und Denkmäler. Zeitlich lagen diese Bauprojekte jedoch meistens in den späten Regierungsjahren.
Mitten im Tempelgebiet befand sich eine Mauer, die von W. M. Flinders-Petrie mit einem quadratischen Verlauf mit abgerundeten Ecken kartiert wurde und vornehmlich eine Fläche von 400 Metern Durchmesser umschloss. Teile dieser Mauer wurden schon vor 100 Jahren bei einer italienischen Ausgrabung unter der Leitung von Ernesto Schiaparelli entdeckt. Beide Ausgräber gaben eine Wandstärke von ca. 40 Metern an. Seitdem wurden verschiedene Meinungen zur Funktion veröffentlicht. Die Vorschläge suggerieren eine Umfassungsmauer, eine Plattform oder ein Fort aus der Hyksos-Zeit. Von 2015 bis 2020 konnte ein Teil dieser Mauer erneut untersucht werden. Funde im Mauerwerk datieren die Anlage spätestens in die Zeit von Thutmosis III. Vermutlich diente der Wall mit seiner großen Wandstärke dazu, den Sandhügel, auf welchem sich die ägyptische Weltschöpfung abgespielt haben soll, vor Nilfluten zu schützen. Diese Dammanlage hatte mindestens zwei Portale. Das erste im Südostwinkel war 1851 in Fragmenten noch zu sehen, das zweite wurde von dem ägyptisch-deutschen Grabungsteam in den letzten Jahren gefunden. Dabei entdeckte das Team einen Torpfosten des Neuen Reichs mit der Nennung des Gottes Atum.
Außer dieser Dammanlage ließ Thutmosis III. in seinem 39. Regierungsjahr ein Obeliskenpaar von 23 Meter Höhe in Heliopolis aufstellen. Heute stehen sie in London und New York. Neben diesen beiden Obelisken gab es im Tempelareal der 18. Dynastie vermutlich einen weiteren Obelisken, von welchem einige Fragmente 1911/1912 vermessen wurden. Demnach muss es sich um einen der größten Obelisken Ägyptens gehandelt haben mit einer Höhe von rund 34 Meter.
Anders als in Theben ließ Amenophis III. in Heliopolis sehr wenig bauen. Von ihm gibt es einige schwarze Granodioritsäulen, die von einem Horustempel stammen, einen Balustradenblock mit Darstellungen einer Prozession von Fruchtbarkeitspersonifikationen und einen Reliefblock, der von Ramses II. wiederverwendet wurde. Mit Beginn des Neuen Reichs war Theben der neue Regierungssitz. Von da an ließen die Könige ihre Paläste, Gräber und Totentempel dort bauen. Dieser Wechsel der Regierungsstadt führte außerdem dazu, dass der Lokalgott Amun stärker verehrt wurde. Die von den Königen veranlassten Tempelerweiterungen und die vermehrte Verehrung durch die Bevölkerung führten schließlich dazu, dass Amun der neue Staatsgott wurde. Das könnte der Grund sein, warum Amenophis III. vor allem in Theben bauen ließ und es kaum Aktivitäten in Heliopolis von ihm gibt.
Sein Sohn Amenophis IV., besser bekannt als Echnaton, führte eine Glaubensreform zum Monotheismus durch. Der neue Staatsgott war der Sonnengott Aton und Echnaton der Vermittler zwischen dem Gott und der Bevölkerung. Der große Sonnenkult in Heliopolis passte zu großen Teilen zu Echnatons Reform, weshalb er dort viel bauen ließ.
Eine weitere Neuerung in dieser Zeit waren kleinere Steinblockmaße von 52 × 25 × 22 cm, die möglicherweise zur Erhöhung der Baugeschwindigkeit eingeführt wurden. Inschriften weisen auf mehr als ein Aton-Heiligtum hin. Sie sind heute aber nicht mehr in situ auffindbar.
Viele der verwendeten Steine wurden schon unter Ramses II. für seine Tempel abtransportiert. 1010 n. Chr. wurden sie dann für die Verschalungen der Minarette der Moschee des Fatimidensultans Al-Hakim verwendet.
Weiterhin wurden am Westrand des Tempelareals in deutlich jüngeren Zeiten in großer Zahl Statuenbasen und Altarfragmente von Echnaton, seiner Ehefrau Nofretete und seiner Tochter Meritaton gefunden.
Aus der Zeit Tutanchamuns haben sich mehrere stark zerstörte Reliefs erhalten, die zu einem seiner Tempel gehörten. Sie zeigen die Wiederherstellung des Amun-Kultes. Dargestellt ist der Gott Amun zusammen mit seinem göttlichen Sohn Chons.
Von Haremhab, dem letzten König der 18. Dynastie, gibt es bislang keine nachweisbaren Tempelneubauten in Heliopolis.
Ramses I. begründete die 19. Dynastie und baute in Heliopolis ein Sonnenheiligtum. Davon zeugen heute allerdings nur noch Fragmente zweier kleiner Obelisken. Das erste Stück in Kopenhagen besitzt eine Höhe von 105 cm und das zweite in Avignon eine Höhe von 94 cm. Von seinem Sohn Sethos I. haben sich mehrere Objekte erhalten. Hierbei handelt es sich u. a. um einen 23 Meter hohen Obelisken, der heute auf der Piazza del Popolo in Rom steht, und um ein Tempelmodell. Durch dieses Miniaturmodell mit Eintiefungen für Sphingen, Obelisken und Tempelmauern lässt sich ein vollkommen zerstörter Tempelabschnitt Sethos' I. rekonstruieren. Vor dem Tempeleingang standen auf beiden Seiten jeweils ein Obelisk und eine Sphinx.
Vom nachfolgenden König Ramses II. lassen sich in Heliopolis die meisten Denkmäler und Tempel ausmachen. Wie viele Könige vor ihm, ließ Ramses II. sie erst in seinen späteren Regierungsjahren errichten. Er nutzte für seine Neubauten unter anderem das Material der unter Echnaton erbauten Tempel. Für seine neue, größer angelegte Umfassungsmauer ließ er die von Thutmosis III. errichtete Dammanlage partiell planieren.
Neben diesem Großprojekt ließ Ramses II. auch drei Tempel bauen. Einer stand im heutigen Gebiet des Suq el-Khamis. Wie genau der Tempel aussah, ist nicht mit Sicherheit geklärt, aber er besaß hohe Rosengranitsäulen und mindestens einen Prozessionsweg aus Basaltplatten. Außerdem wurden in diesem Bereich mehrere Kolossalstatuen gefunden, teilweise wiederverwendet aus dem Mittleren Reich und im Durchschnitt 4 Meter hoch. Eine einzelne Statue eines schreitenden Königs aus Rosengranit war 8 Meter hoch. Der zweite Tempel stand im Zentrum des Tempelbezirks. Dort wurden große Quarzitblöcke eines Portals gefunden, auf denen Ramses II. zusammen mit dem Sonnengott abgebildet ist. Westlich von diesen Blöcken wurden Fragmente von fünf bis sechs Meter langen Sphingen aus Rosengranit entdeckt. Der dritte Tempel war Amun geweiht und befand sich westlich des zweiten Tempels und der Sphingen aus Rosengranit. Vor seiner Fassade stand mindestens eine Kolossalstatue des Königs. Obwohl Ramses II. landesweit durch seine Vielzahl an Bauprojekten gut bezeugt ist, fanden sich in Heliopolis mehrere Reliefblöcke mit selten belegtem Inhalt. Sie zeigen einerseits einen bis dahin unbekannten Eigennamen Ramses' II. und andererseits ein naturalistisches Porträt des Königs mit markanter Nase und ausgeprägter Stirnwulst. Anstatt dem sonst verwendeten Namen Ramessu-meriamun, wurde der bestimmte Artikel „pa“ vor den Namen gesetzt: Pa-ramessu-meriamun. Ob es sich bei diesem neuen Namen um einen Rückbezug auf Ramses I. handelt, der vor seiner Krönung so genannt wurde, oder um eine Kennzeichnung der Vergöttlichung des Königs, ist nicht mit Sicherheit zu sagen. Die sehr naturalistische Darstellung seines Gesichts weicht von der ansonsten verwendeten Idealdarstellung ab. Die Frage, warum der König entgegen der Tradition realistischer dargestellt wurde, ist nicht gänzlich geklärt.
Auch Ramses II. ließ mehrere Obelisken in Heliopolis aufstellen. Heute befinden sich davon drei in Rom und einer in Florenz.
Durch eine Inschrift auf dem Prozessionsweg der Göttin Anuket in der Nähe von Assuan auf der Insel Sehel ist der Bauleiter dieser Projekte bekannt. Er trug den Namen May und berichtet vom Bau zweier Tempel, eines weiteren Gebäudes und der neuen Umfassungsmauer.
Vermutlich unter Merenptah, dem Nachfolger Ramses II., wurde eine weitere Umfassungsmauer mit nur einem Abstand von 40 Zentimeter zur vorherigen gebaut. Eine Theorie für diesen erneuten Mauerbau ist, dass durch ein starkes Erdbeben die Umfassungsmauer von Ramses II. Schaden genommen hatte und ein Neubau durch die Zerstörungen notwendig war. Für diese Theorie spricht, dass Merenptah auch in Memphis eine Mauer erneuern ließ, die Ramses II. gebaut hatte. Neben dieser mutmaßlichen Naturkatastrophe kam es im 5. Regierungsjahr von Merenptah zu einem Kampf mit einfallenden Libyern aus der Westwüste. Nach seinem Sieg ließ er in Heliopolis vor einem Tempelportal einen überdachten Zugang mit Granitsäulen bauen. Auf einer dieser Granitsäulen befindet sich ein verkürzter Kriegsbericht, der nicht nur die genauen Zahlen der gefangenen Libyer festhält, sondern auch die erbeuteten Güter aufzählt. Die vollständige Version dieses Berichts findet sich auf einer Wandstele in Karnak.
Dass es am Ende der 19. Dynastie zu politischen Wirren kam, die auch Auswirkungen auf den Tempel in Heliopolis hatten, berichten die sogenannten „Worte von Heliopolis“. Dabei handelt es sich um zwei Gebete an Amun und Thot, die ursprünglich auf der Mauer Sesostris' I. im Amuntempel vor Darstellungen der beiden Götter standen. Im 10./9. Jahrhundert v. Chr. schrieb ein Schreiber sie auf Papyrus ab. In den Gebeten wird von Zerstörungen und Beraubungen durch die Syrer gesprochen.
Vom schlechten Zustand der Landestempel im Anschluss an die dynastische Krise der späten 19. Dynastie berichten auch die ersten Könige der 20. Dynastie. Von Ramses III. ist durch den Papyrus Harris I bekannt, dass er einen Tempel in Heliopolis errichten ließ. Bislang wurde dieser aber noch nicht archäologisch nachgewiesen.
Die nachfolgenden Könige beschränkten sich möglicherweise auf den Bau kleinerer Denkmäler, weil der Tempel zu diesem Zeitpunkt keine größeren Neubauten benötigte. 2016 fand das ägyptisch-deutsche Team um Aiman Ashmawy und Dietrich Raue Fragmente eines Obelisken von Ramses VI.
Der letzte Beleg für einen Festvollzug der Ramessidenkönige findet sich in einer Archivinschrift des letzten Hohepriesters von Heliopolis namens Nebmaatre. Er berichtet von der Ausrichtung eines Jubiläumsfestes für seinen Vater Ramses IX.
Von den letzten beiden Königen der 20. Dynastie, Ramses X. und Ramses XI., sind in Heliopolis keine Inschriften belegt. Generell ist die Stadtgeschichte beim Übergang in die Dritte Zwischenzeit sowohl inschriftlich als auch archäologisch sehr unklar. Inschriften aus Bubastis und ein Annalentext des Königs Pamy bestätigen jedoch eine konstante staatliche Unterstützung des Tempelbetriebs.

## Spätzeit (ca. 725–332 v. Chr.)
725 v. Chr. besiegte der kuschitische König Piye den libyschen Fürsten Tefnacht in Memphis und erlangte so die Herrschaft über ganz Ägypten. Von diesem Feldzug gegen die Libyer berichtet die Siegesstele des Piye, welche heute im Ägyptischen Museum von Kairo steht. Sie belegt außerdem einen Besuch Piyes in Heliopolis. Detailliert wird berichtet, wie er die Kulthandlungen vollzog, um als Herrscher in Ägypten anerkannt zu werden. Es gibt bislang jedoch keine nachweisbaren Denkmäler von den Kuschitenkönigen der 25. Dynastie in Heliopolis. Dass es vielleicht welche gegeben haben könnte, zeigen die textlichen und baulichen Belege in Memphis und Theben. Diese Orte gehörten zusammen mit Heliopolis zu den drei wichtigsten Zentren Ägyptens. Um die Herrschaft zu legitimieren, ist demnach davon auszugehen, dass die kuschitischen Könige auch in Heliopolis Tempelstiftungen tätigten.
Mit dem Sieg der Assyrer über die Kuschitenkönige der 25. Dynastie endet die Herrschaft der nubischen Könige über Ägypten. Psammetich I. begründete die 26. Dynastie und wurde ein Vasall des assyrischen Reiches. Bis Anfang 2017 waren nur wenige Funde von ihm aus Heliopolis belegt. Dies änderte sich im März 2017. Bei der Dokumentation zweier Statuenbasen des späten 2. Jahrtausends v. Chr. und einer später dazwischen gebauten dritten Basis fand das ägyptisch-deutsche Team den Torso einer Statue sowie einen Kopf mit der oberägyptischen Krone. Auf der Rückseite des Torsos waren Reste eines Rückenpfeilers inklusive einiger Hieroglyphen erhalten. Diese zeigten den Herrinnennamen, einen der fünf Königsnamen von Psammetich I. Damit handelt es sich um die erste archäologisch nachgewiesene Kolossalstatue aus der Zeit zwischen 1200 und 300 v. Chr. In den darauffolgenden Kampagnen wurden bis März 2018 insgesamt 6500 Fragmente dieser Statue gefunden, von denen die größten annähernd 2 Meter messen. Anhand dieser Fragmente konnte festgestellt werden, dass es sich um eine schreitende Darstellung des Königs handelt und die Statue ursprünglich eine Höhe von ungefähr 10,5 Metern besaß. Wann genau die Statue innerhalb der 54-jährigen Regierungszeit Psammetichs I. in Heliopolis aufgestellt wurde, ist nicht bekannt. Heute befinden sich der Torso und die Krone der Kolossalstatue im Garten des Ägyptischen Museums am Tahrir-Platz, die anderen Fragmente wurden zum Grand Egyptian Museum in Giza transportiert.
Weitere größere Denkmäler aus der 26. Dynastie sind bislang in Heliopolis nicht entdeckt worden. Zusätzlich gibt eine Stele des Priesters Djed-atum-iuef-anch aus der Zeit des Amasis einen Hinweis auf den Neubau eines Heiligtums und einer Mauer mit einer Breite von 15,5 Metern.
525 v. Chr. eroberten die Perser unter Kambyses Ägypten und begründeten die 27. Dynastie. Es ist wahrscheinlich, dass es im Zuge der Eroberung zu Zerstörungen im Tempel von Heliopolis kam.
Zur vollständigen Zerstörung ist es wahrscheinlich nicht gekommen, da die griechischen Gelehrten Platon und Eudoxos im 4. Jahrhundert v. Chr. den Tempel besuchten. Zu dieser Zeit muss er demnach noch in Funktion gewesen sein. Die Theorie, dass einzig Kambyses für die Zerstörungen im Tempel verantwortlich war, geht auf Strabon zurück. Er machte den Perserkönig für die in seiner Zeit noch sichtbaren Verwüstungen verantwortlich. In der Forschung wird diese Darstellung des Kambyses aber eher als „Topos“ aufgefasst und nicht unumstritten als wahre Begebenheit.
404 v. Chr. erlangte Ägypten wieder die Selbstständigkeit. Nach einem Putsch 380 v. Chr. gegen Nepherites II. begründete Nektanebos I. die 30. und letzte Dynastie ägyptischer Könige. Nach einem gescheiterten Angriff der Perser im Jahr 370 v. Chr. ließ Nektanebos I. im ganzen Land Tempelneubauten errichten, um seine Pflicht als Herrscher gegenüber den Göttern zu beweisen.
Im Frühjahr 2015 entdeckte das ägyptisch-deutsche Team in der großen Bezirkseinfassung ein Bauprojekt Nektanebos' I. für den Gott Atum. Sein Vorbild war Sesostris I., dessen Thronname, Cheperkara, er annahm. Wie der Tempel danach genau ausgesehen hat, bedarf weiterer Forschungen, da zwischen dem 4. und 8. Jahrhundert n. Chr. das Quarzit-Tor und die Kalksteinwände abgebaut wurden. Es konnten jedoch Fragmente eines kleinen Kiosks im südlichen Teil gefunden werden. Vom Tempel selbst sind aber nur die Boden- und Wandabschlussplatten aus Basalt erhalten, da sie nicht wieder verwendet werden konnten. Die Relieffunde sind im Freilichtmuseum am Obelisken in Matariya ausgestellt. Dargestellt ist eine geographische Prozession der personifizierten 20 unterägyptischen und 22 oberägyptischen Regionen. Die schematische Darstellung besteht immer aus mindestens drei Inschriftenkolumnen und einem knienden Mann vor einem Opfertisch. Dieser stellt eine Fruchtbarkeitspersonifikation, die dem jeweiligen Gau zukommt, dar. In der entsprechenden Inschrift übereignet der König dem Gott die wichtigsten lokalen Orte und Kultstätten sowie verschiedene Gaben der Region.
Nektanebos I. hatte diese Textinschriften nicht neu erschaffen, sondern sie überarbeitet. Eine deutlich ältere Vorlage befindet sich auf den Schrankenwänden des Kiosks von Taharqa in Karnak.
Ein weiteres Bauwerk der 30. Dynastie ist eine Umfassungsmauer, die an der Sohle 17 Meter breit ist. Sie wurde mit einem Abstand von unter zwei Metern vor die Mauer aus dem Neuen Reich und der Spätzeit gesetzt. Durch Keramikfunde kann sie in das 4. Jahrhundert v. Chr. datiert werden. Gebaut wurde sie in Wellenbauweise, dabei wechseln sich konvexe und konkave Segmente ab. Begonnen wurde mit einigen konkaven Segmenten, die jeweils eine Länge von 20 Metern besaßen. Waren einige Lagen dieser Segmente gebaut, wurden die konvexen Elemente in die 13 Meter breiten Lücken eingefügt. Durch die ständige Erhöhung der Lagen funktionierte die Mauer als natürliche Rampe, sodass externe Kräne, Winden und Rampen unnötig waren. Außerdem wurde Mörtel nur bei Segmentübergängen und der Außenfassade benutzt, was viel Zeit ersparte. Die Stabilität der Mauer war durch die Wellenbauweise auch mit weniger Mörtel gewährleistet.

## Griechisch-Römische Zeit (ca. 332 v. Chr. – 395 n. Chr.)
Die zweite Perserherrschaft in Ägypten dauerte nur 11 Jahre an. 332 v. Chr. eroberte Alexander der Große Ägypten und baute die neue Hauptstadt Alexandria an der Küste des Westdeltas. Trotz reger Bautätigkeit der Ptolemäer in Ägypten (Philae, Kom Ombo, Edfu etc.), finden sich in Heliopolis keine hieroglyphischen Inschriften aus dieser Zeit. Der Tempel in Heliopolis scheint nicht mehr das Ziel aufwändiger königlicher Investitionen gewesen zu sein. Wie es dazu kam, ist noch nicht gänzlich geklärt. Eine Theorie besagt, dass während der zweiten Eroberung durch die Perser der Tempel wieder zerstört worden war und die Ptolemäer ihn nicht wiederaufbauten. Vieles wurde später nach Alexandria transportiert und dort wiederverwendet. Bei französischen Grabungen in der Nähe der vermutlichen Position des Leuchtturms von Alexandria wurden Bauteile, Obelisken und Statuen aus Heliopolis entdeckt. Zu dieser Zeit wurde der Ort sowohl literarisch als auch historisch eine Erinnerungsstätte. Die letzte Statuenstiftung in Heliopolis stammt von Ptolemaios II. Er ließ jeweils eine ca. 2,7 Meter hohe Statue von sich und seiner Frau Arsinoë II. aus Rosengranit fertigen. Ob sie tatsächlich im Tempel von Heliopolis standen oder im nördlich gelegenen Tempel des Mnevis-Stiers, lässt sich heute nicht mehr feststellen. 300 Jahre nach ihrer Aufstellung wurden sie nach Rom transportiert und in den „Gärten des Sallust“ aufgestellt. Heute befinden sie sich im Vatikanischen Museum.
25 v. Chr. besuchte Strabon den Tempel und hielt den damaligen Zustand in seinen Geographika fest. Einheimische führten Besucher durch die Ruinen, in denen einzig der Stierkult des Mnevis noch durchgeführt wurde.
13/12 v. Chr. ließ Kaiser Augustus die beiden Obelisken von Thutmosis III. nach Alexandria bringen und ließ sie dort vor seinem Kulttempel aufstellen. Bis in das späte 19. Jahrhundert wurden diese beiden Obelisken als die Nadeln der Kleopatra bezeichnet.
Auch im Fundament der 298/299 n. Chr. errichteten Pompeius-Säule Diokletians finden sich noch heliopolitanische Tempelblöcke.
Der letzte Beleg eines Götterkultes für Heliopolis stammt von den Münzen der Kaiser Hadrian und Antoninus Pius. Auf ihnen ist der Sonnengott Helios mit einem Rind in der Hand dargestellt. Es handelt sich dabei um eine Anspielung auf den Mneviskult. Dieser hatte einen eigenen Tempelbezirk nördlich des Tempels von Heliopolis im heutigen Stadtteil Arab el-Tawila.
Hinweise auf den letzten Mnevis-Stier barg der Tempel von Tebtynis. Dort wurde ein Papyrus gefunden, der Informationen über die Bestattung des Mnevis-Stieres enthält. Um 210 n. Chr., im ersten Regierungsjahr von Kaiser Caracalla, wurden laut dem Dokument 20 Ellen (10 Meter) Leinen für die Mumifizierung eines Mnevis-Stiers verwendet.
Nach 210 n. Chr. ist kein Kultgeschehen mehr für Heliopolis bezeugt, wohingegen der Abtransport der Steine fortgesetzt wurde.

## Christentum
In der Spätantike war die Stadt ein frühchristliches Bistum, aus dem das Titularbistum Heliopolis in Augustamnica der römisch-katholischen Kirche wurde. Es gehörte der Kirchenprovinz Leontopolis an.
Eine wichtige Wallfahrtsstätte der koptisch-orthodoxen Christen ist der heilige Baum der Maria in Matariya. Laut Überlieferung sollen Maria und Josef mit Jesus auf ihrer Flucht nach Ägypten dort Rast gemacht haben. Erstmals erwähnt wird der Baum im islamischen Mittelalter. Es handelt sich um einen Balsambaum, der Teil einer großen Plantage war. Entstanden sein soll der Balsam, als Jesus den Baum berührte.